# Carroceto
Carroceto o Carrocceto è il quartiere più antico nel centro della città di Aprilia oggi attraversato dalla via Nettunense. 
 Qui sorge una chiesetta dedicata a Sant'Antonio, a ricordo di una sosta nella zona di Papa Innocenzo XII il 22 aprile 1697 che rappresenta il monumento più antico nel centro di Aprilia. Quel giorno del 1697 il Papa aveva inaugurato il porto Innocenziano dell'odierna Anzio e si fermò a metà strada sulla via per Roma nella tenuta di Carroceto allora appartenente ai Borghese che l'aveva comprata dai Caffarelli che a loro volta l'avevano avuta dai Colonna che prima possedevano questo antico casale con tutto il tenimento di Ardea. La tenuta confinava con i tenimenti di Carrocetello, Campo di Carne, Casal della Mandria, Campomorto, Vallelata e Buon Riposo con una estensione di circa 580 ettari.
 A Carroceto si celebrò quindi uno dei più grandiosi fasti registrato nelle memorie dello sfarzo aristocratico romano, con l'accoglienza fatta da Giovan Battista Borghese al Papa Innocenzo XII, accompagnato da un seguito di 12 cardinali, alcune decine di nobili, da tecnici portuali e da alcune centinaia di inservienti e soldati. Ancora oggi è visibile sull'antica chiesetta una lapide che ricorda tale evento.

Attualmente a Carroceto c'è la stazione della linea FR8 che serve Aprilia.